# 小池博
小池 博（こいけ ひろし、1963年 - ）はTBS報道局、情報制作局プロデューサー。東京-新宿生まれ。
「報道特集」プロデューサー、「N23」プロデューサー、「Nスタ」プロデューサーなど。ドキュメンタリー制作、撮影家でもある。以前は報道局報道番組部長、ニュース部長、首相官邸キャップ
| スタブアイコン | サブスタブ | この項目は、まだ閲覧者の調べものの参照としては役立たない、人物に関連した書きかけの項目です。この項目を加筆・訂正などしてくださる協力者を求めています（P:人物伝/PJ:人物伝）。 |